# Rivière du Castor (rivière Mékinac du Nord)
Pour les articles homonymes, voir Mékinac (homonymie).
La rivière du Castor est un affluent de la rivière Mékinac du Nord. Elle coule du Nord au sud, dans les municipalités de Sainte-Thècle et Grandes-Piles (MRC de Mékinac) dans la région administrative de Mauricie, dans la province de Québec, au Canada.

## Géographie
La rivière du Castor fait partie du bassin versant de la Rivière Batiscan.
D'une longueur totale de 14 km, la rivière du Castor prend sa source au Troisième lac Champlain :
- De sa tête, située dans Sainte-Thècle, la rivière coule dans une petite vallée de montagne jusqu'à la limite nord du lac Roberge où elle conflue avec la rivière Mékinac du Nord.

## Toponymie
Le toponyme rivière du Castor a été enregistré officiellement le 5 décembre 1968 dans la Banque des noms de lieux de la Commission de toponymie du Québec.